# Mamiko Tayama
 (mai 2025).
Si vous disposez d'ouvrages ou d'articles de référence ou si vous connaissez des sites web de qualité traitant du thème abordé ici, merci de compléter l'article en donnant les références utiles à sa vérifiabilité et en les liant à la section « Notes et références ».
Mamiko Tayama (田山真美子, Tayama Mamiko, née le 29 mars 1974) est une ex-actrice, modèle et chanteuse-idole japonaise des années 1980-1990, qui débute en 1986 dans son premier drama. Elle mène en parallèle une carrière de chanteuse en solo entre 1989 et 1991, et est également membre des groupes féminins Rakutenshi et Nanatsuboshi en 1990.

## Discographie

### Singles
- 21 août 1989 : Seishun no EVERGREEN/Eien ga ii (青春のEVERGREEN／永遠がいい?)
- 1er décembre 1989 : Ano goro, Last Christmas/Kaze machi no tōri (あの頃、ラスト・クリスマス／風待ち通り?)
- 21 février 1990 : Harukaze no regret/Sayonara ni ha SAYONARA wo (春風のリグレット／さよならにはサヨナラを?)
- 21 juillet 1990 : Anata ha hohoemu nara/Watashi dake no Horoscope (あなたが微笑むなら／私だけのホロスコープ?)
- 21 décembre 1990 : Mujin eki/Sayonara ni ha SAYONARA wo (無人駅／さよならにはサヨナラを?)

### Albums
- mars 1990 : Hitomi no hōsoku (瞳の法則?)
- février 1991 : Shi shōsetsu (詩小説 (シナリリック)?)

## Filmographie
- 1995 : The Metropolitan Police Branch 82 (82分署?) de Daisuke Gotô : Rin

## Liens
- (ja) Filmographie et discographie complètes
- (en) Fiche sur IMDB